# 塚口駅 (阪急)
塚口駅(つかぐちえき）は兵庫県尼崎市塚口本町1丁目にある阪急電鉄の駅。駅番号はHK-06。
神戸本線と伊丹線の乗換駅で、このうち伊丹線は当駅を起点とする。

## 歴史
- 1920年（大正9年）7月16日 - 前身の阪神急行電鉄神戸本線・伊丹線開通と同時に開業[3]。
- 1973年（昭和48年）9月15日 - 自動改札機を設置[4]。
- 1987年（昭和62年）12月14日 - 快速急行の停車駅となる。
- 1995年（平成7年）6月12日 - 通勤特急・通勤急行の停車駅となる。
- 2013年（平成25年）12月21日 - 駅ナンバリングが導入される[5][6]。
- 2021年（令和3年）11月30日 - この日をもって定期券売り場が営業を終了[7]。
- 2022年（令和4年）12月17日 - ダイヤ改正で快速急行が運行を終了し、新設された準特急の停車駅となる。
- 2025年（令和7年）2月22日[8] - ダイヤ改正で通勤急行が運行を終了。代わりに新設される快速は当駅を通過する[9]。

## 駅構造
駅舎、プラットフォームともに地上に在する地上駅である。伊丹線として単式ホーム1面1線と、神戸本線は相対式ホーム1面2線の、合計2面3線を有する。
伊丹線は、当駅に差し掛かる直前で15km/hの速度制限がある単線の急カーブがあり、神戸本線に合わせて東西方向に線路が寄り添う形となっている。
神戸本線は1・2号線、伊丹線は3号線が付番されている。北側にある2・3号線のホームは、扇形の島式になっており、伊丹線と神戸本線上りは対面乗り換えが可能である。伊丹線は当駅の構内のみ単線となっており、当駅の北側ですぐ複線となる。

### 改札口
改札口は神戸三宮寄りの南北に1ヶ所ずつ北口と南口が設けられている。南口は通常無人化されており、北口のごあんないカウンターに駅係員が常駐している。

#### 過去に存在した「通勤専用出口」
かつては2・3号線ホーム上にあるトイレ付近に近隣の三菱電機伊丹製作所の社員のみが利用できる「通勤専用出口」があった。1968年から供用され、当出口から駅北側に向けて通路が存在した。
通勤定期券を所持し、かつ三菱電機の社章を着用していることが利用条件だった。1991年に、フェアライドシステム導入に併せて閉鎖された。

### プラットフォーム間の連絡
各プラットフォーム間は2ヶ所の地下道で連絡している。駅中央の地下道にはエスカレーターが設置されているほか、2011年3月にはエレベーターも増設され、北側の改札口付近にスロープが設けられた。

### トイレ

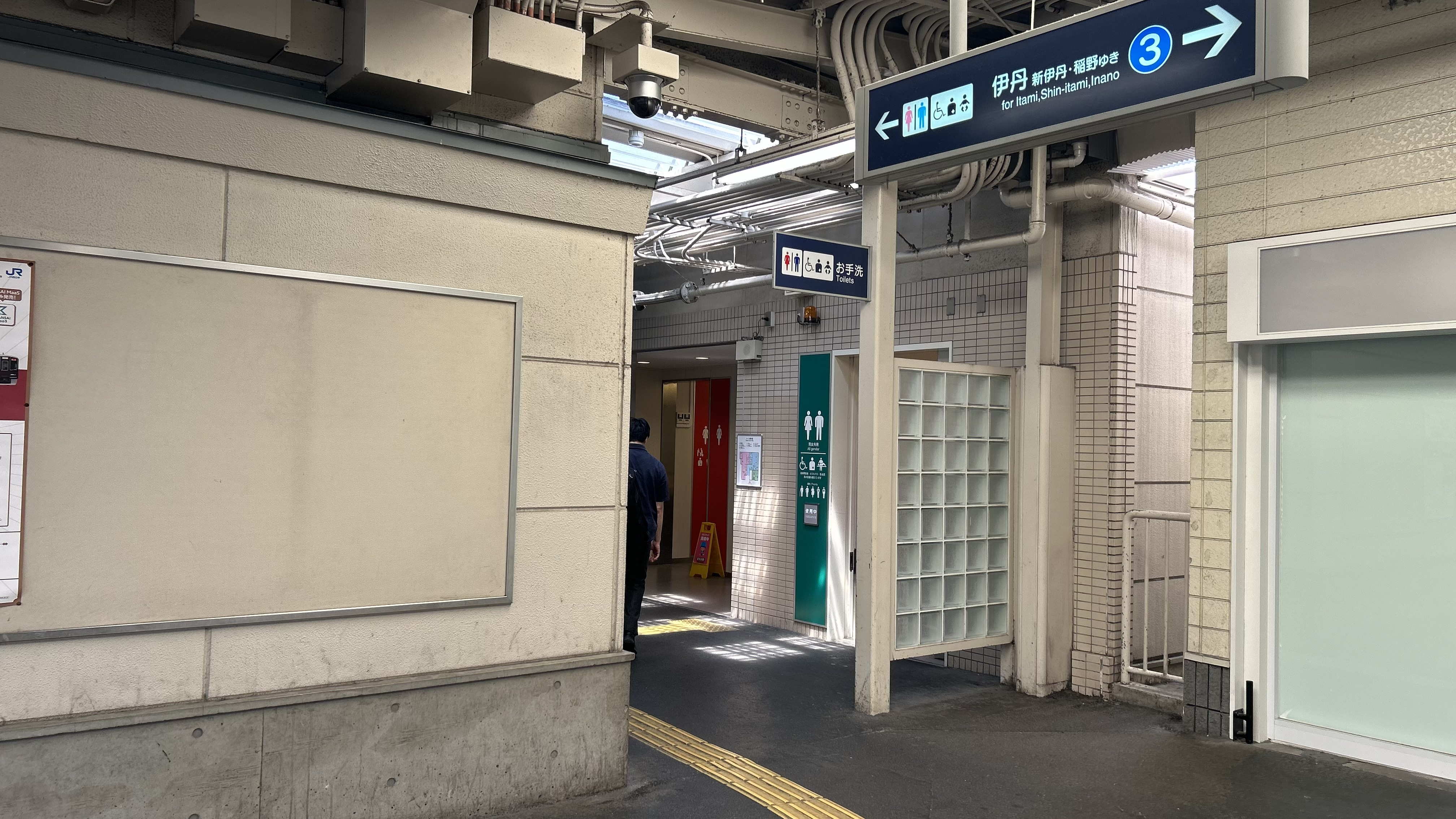
トイレ

2・3号線ホーム上のトイレは神戸本線と伊丹線が分岐する付近にある。2000年代後半以降に改修され、多機能タイプも整備されたほか、2022年10月にも再び改修が行われた。

### 構内の商業施設
1号線ホームには阪急系列のエキ・リテール・サービス阪急阪神が運営するポップアップストアの「ごほうびすと」があるほか、2・3号線ホームにはローソンや若菜そばから転換された蕎麦屋のサンジ、ビアードパパの作りたて工房などが出店している。エキ・リテール・サービス阪急阪神がネスレ日本と共同で展開していた「ネスカフェ スタンド」の1号店も、かつて2・3号線ホームで営業していた。

### のりば
| 号線 | 路線      | 方向 | 行先                           |
| ---- | --------- | ---- | ------------------------------ |
| 1    | ■神戸本線 | 下り | 西宮北口・神戸三宮・新開地方面 |
| 2    | ■神戸本線 | 上り | 大阪梅田方面                   |
| 3    | ■伊丹線   | -    | 稲野・新伊丹・伊丹ゆき         |

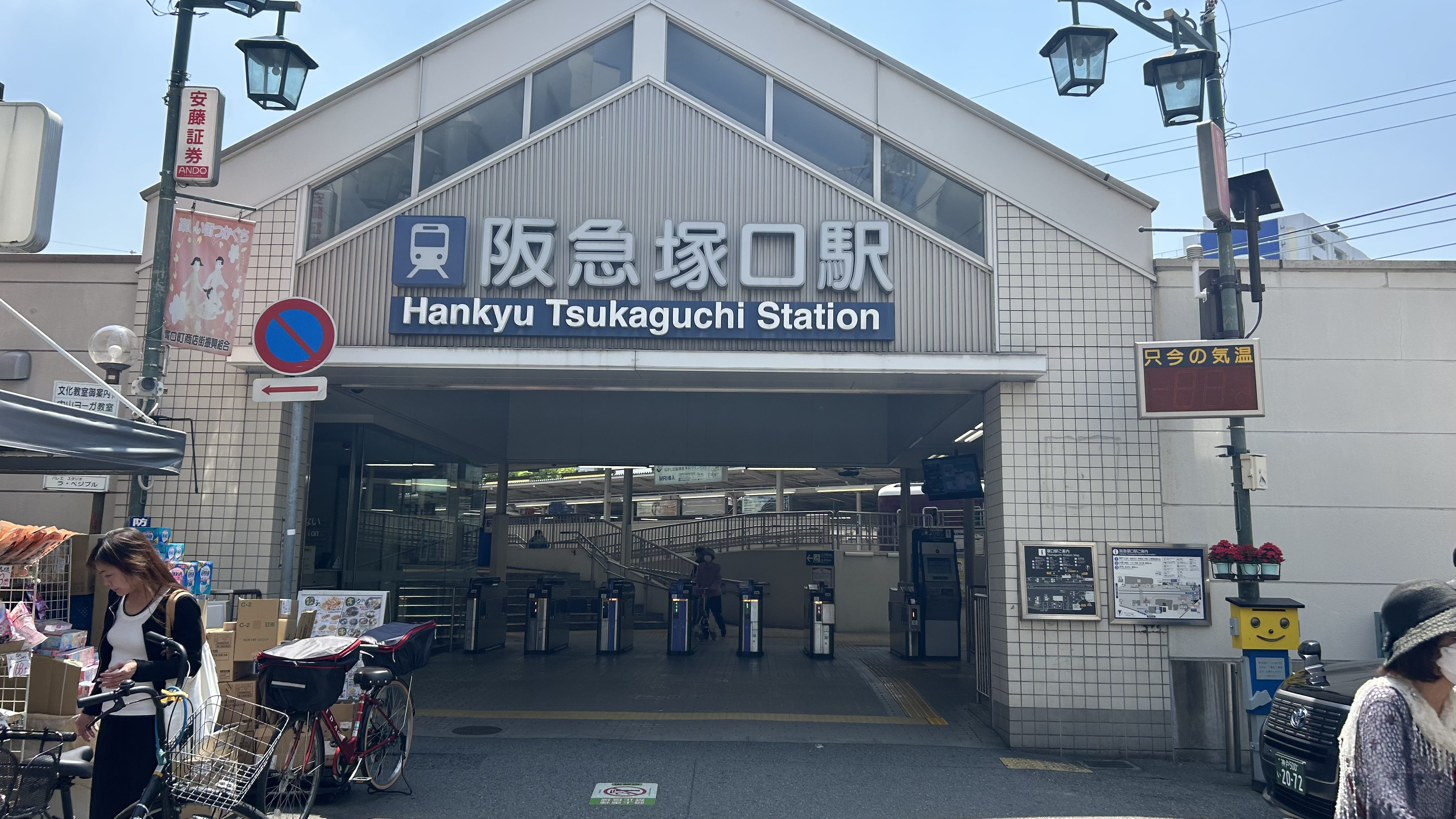
北口
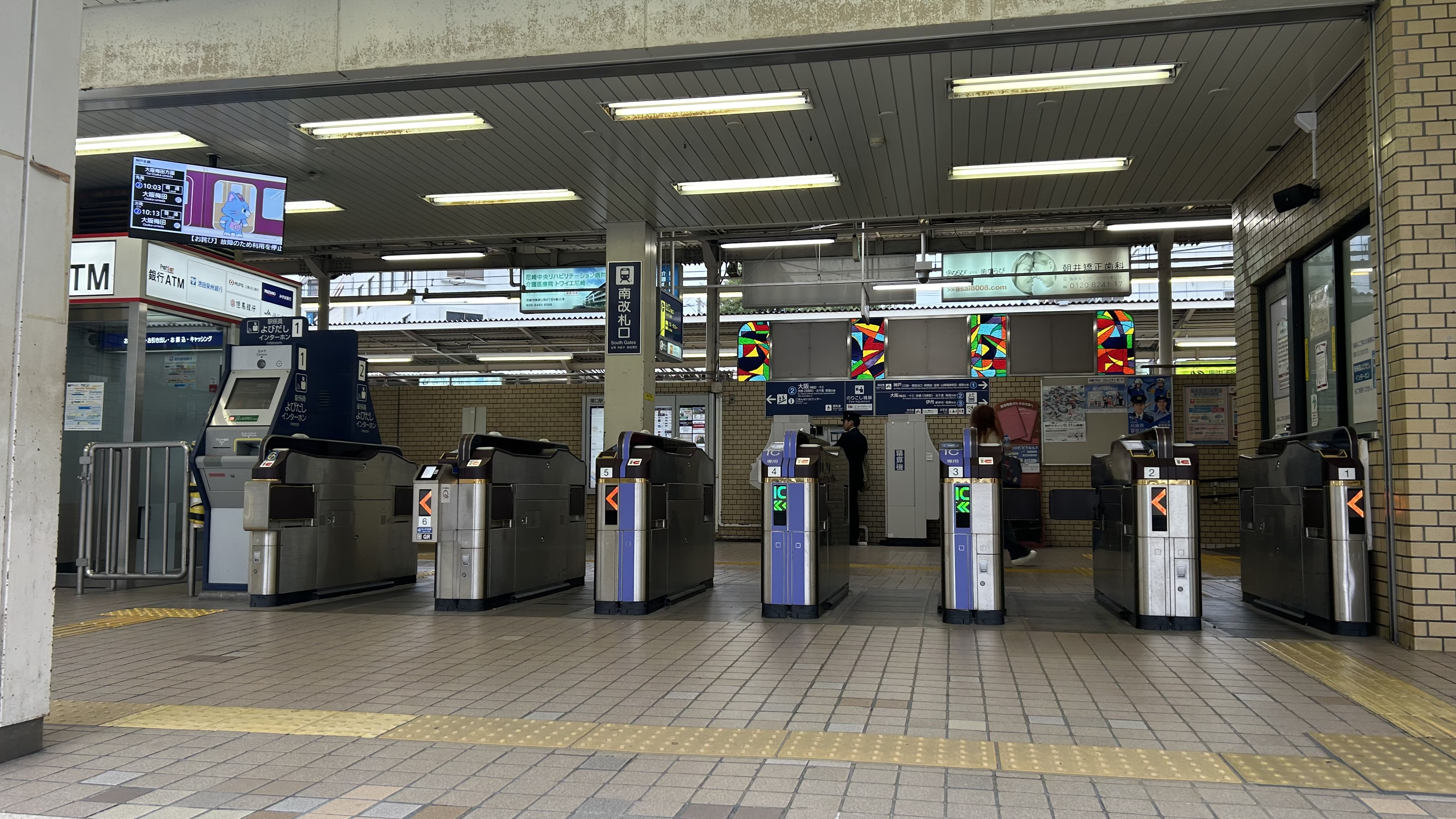
南改札口
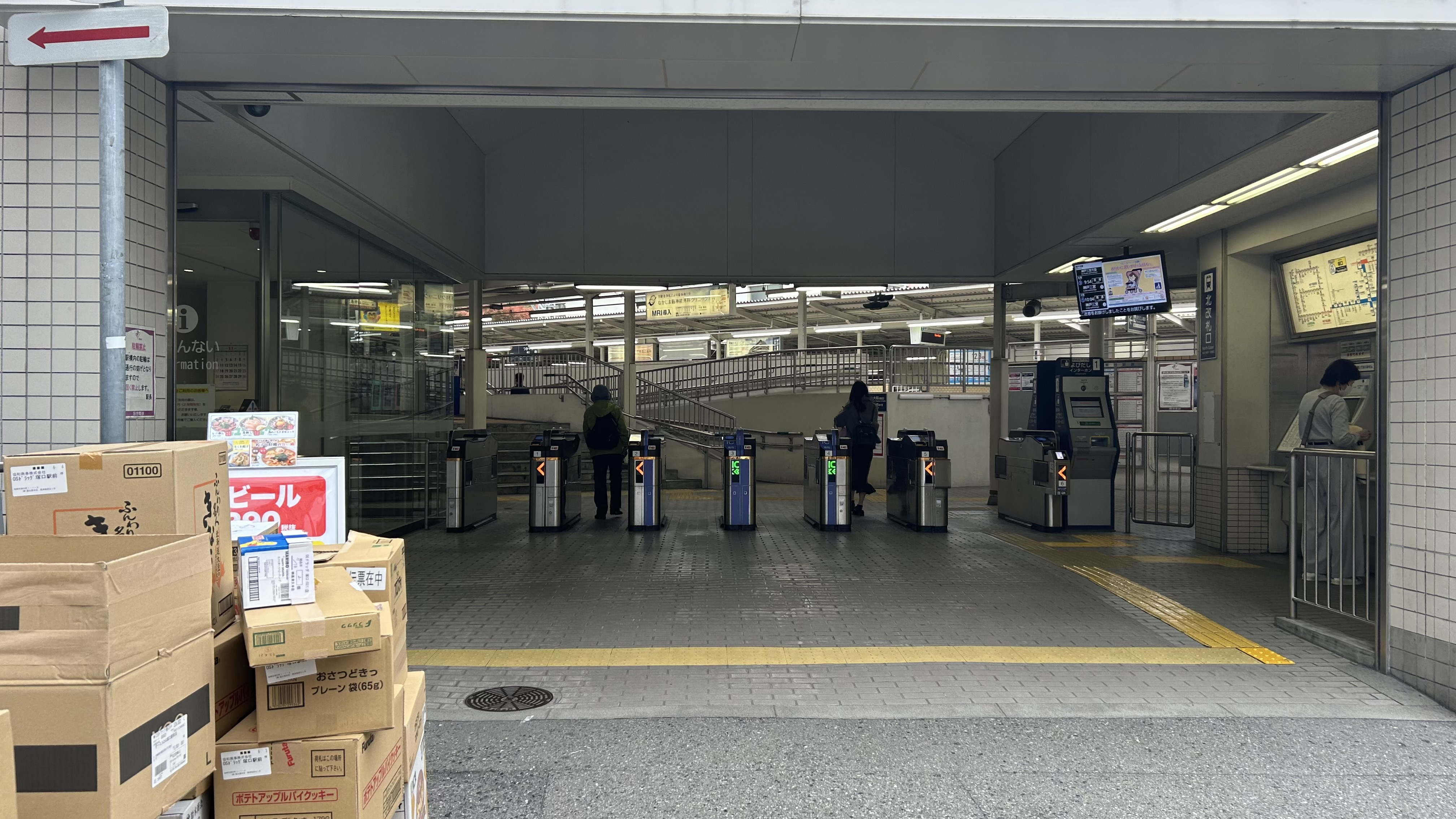
北改札口
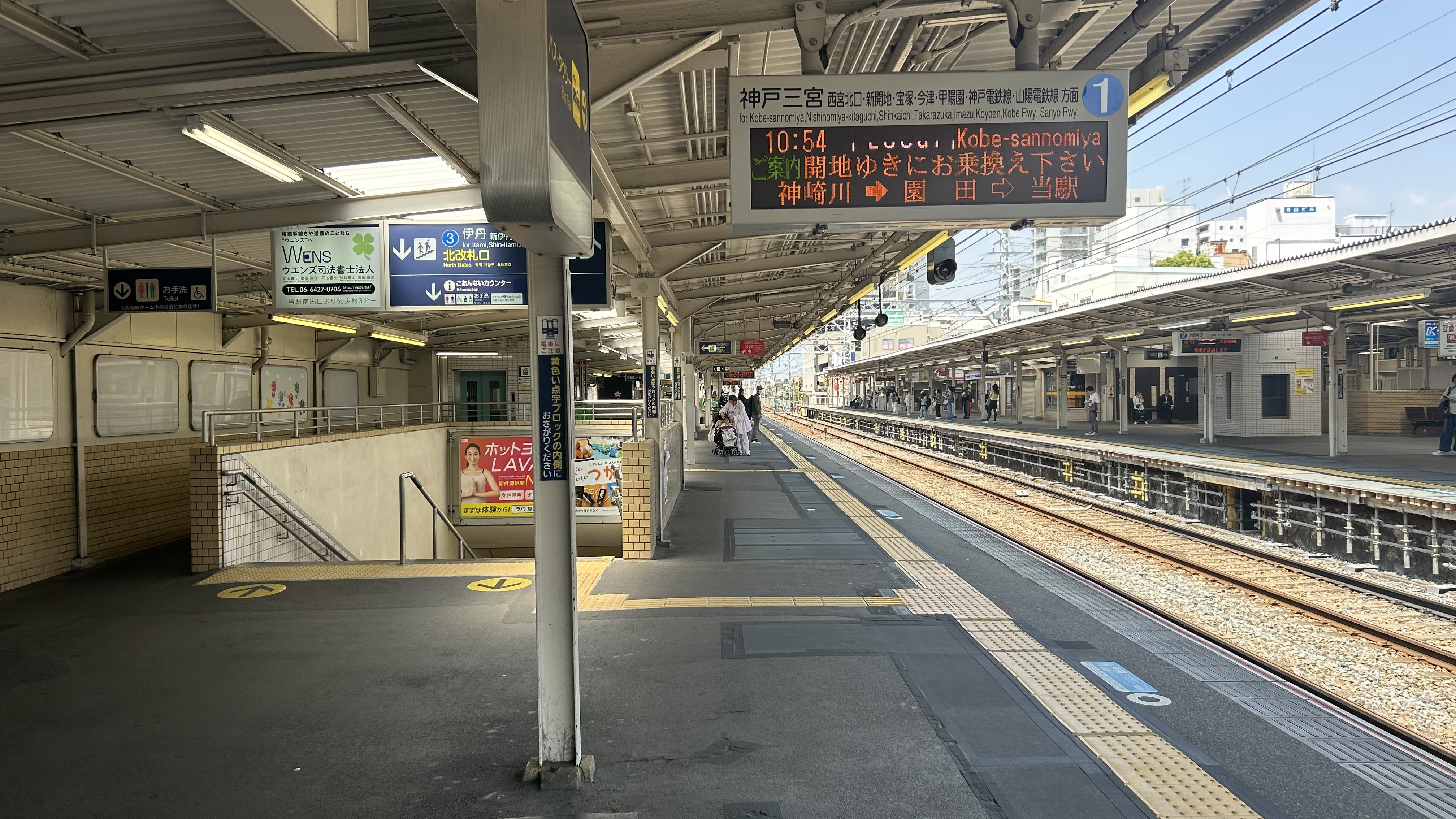
1号線ホーム
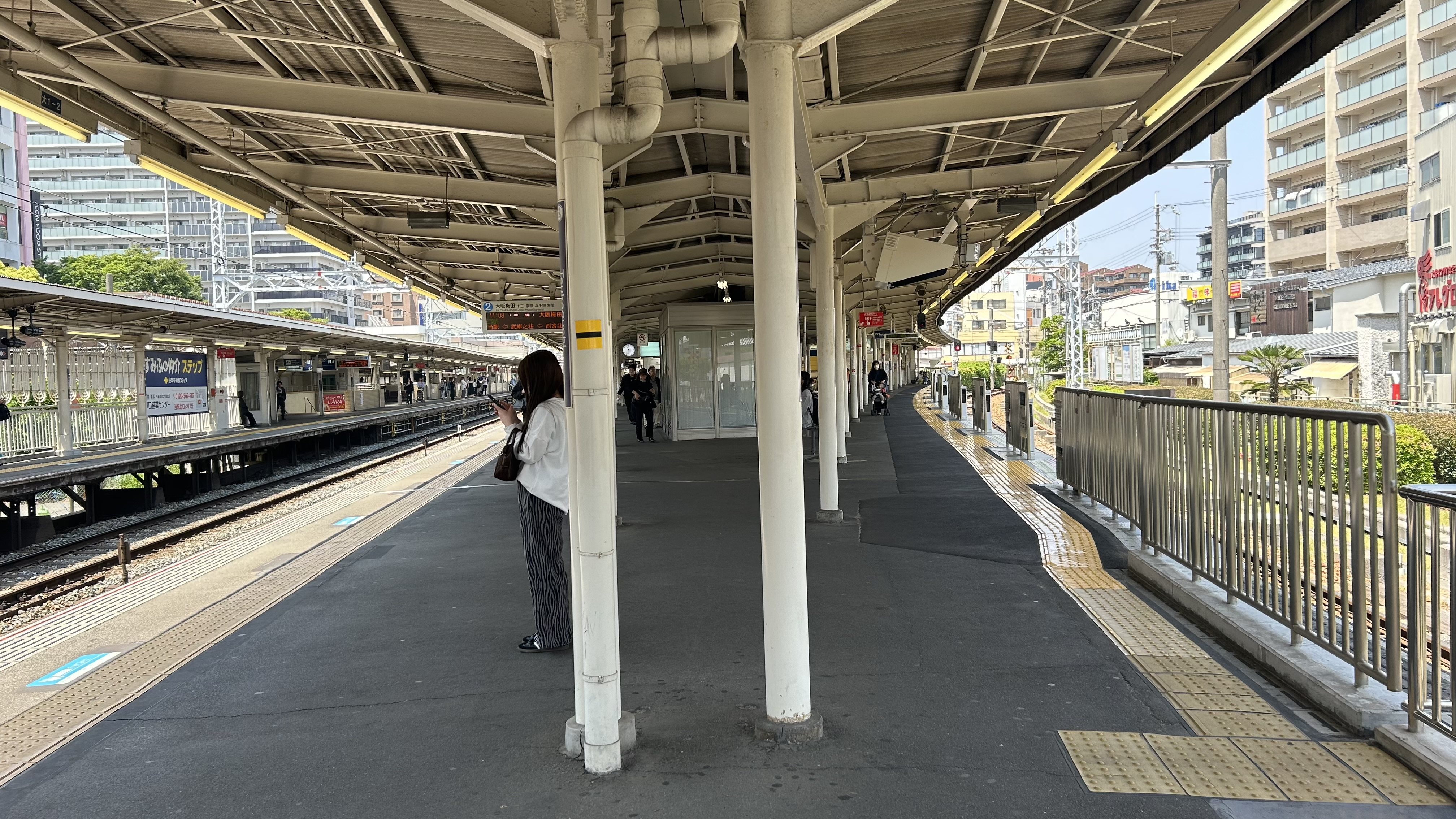
2・3号線ホーム
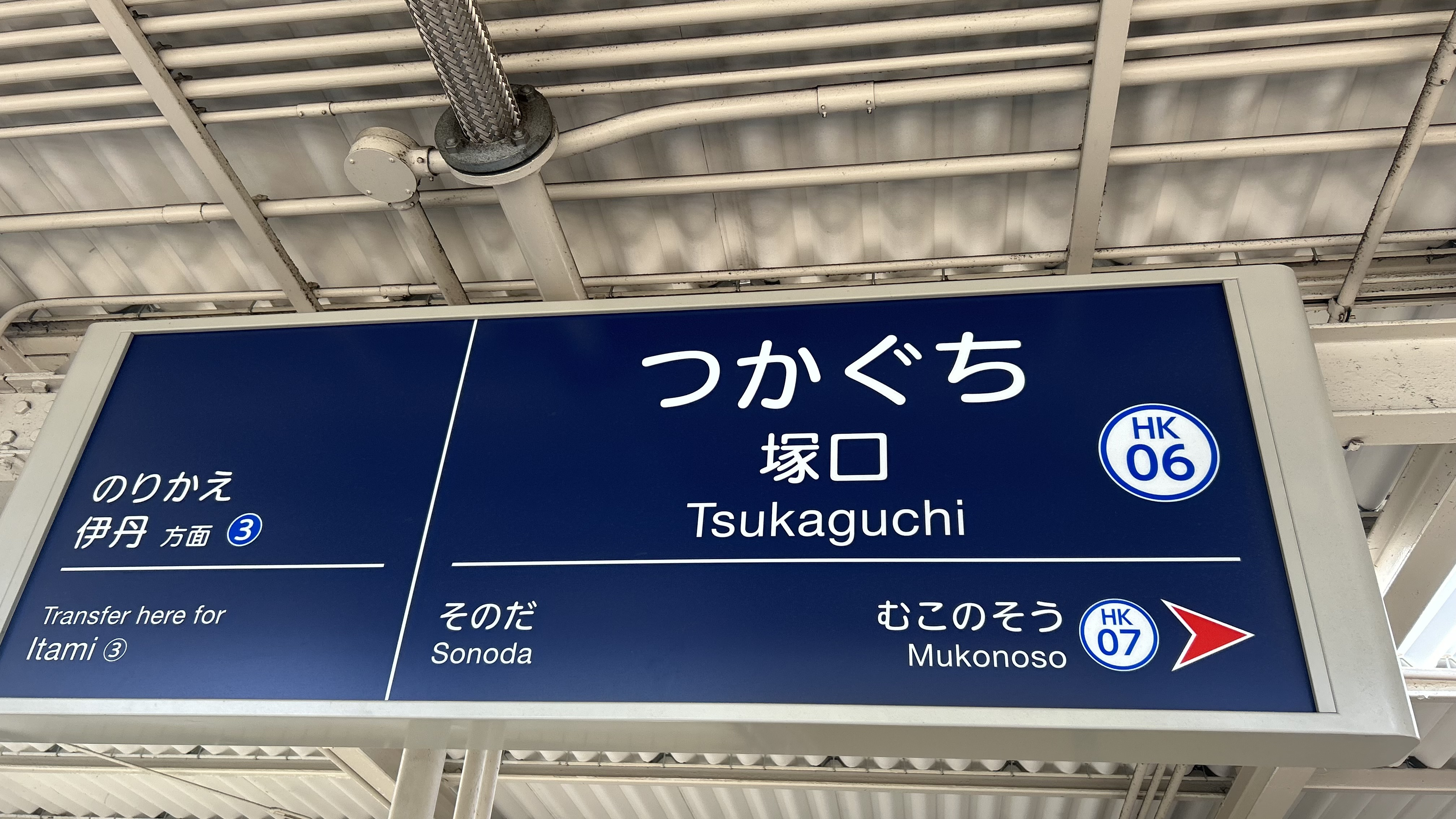
神戸線駅名標
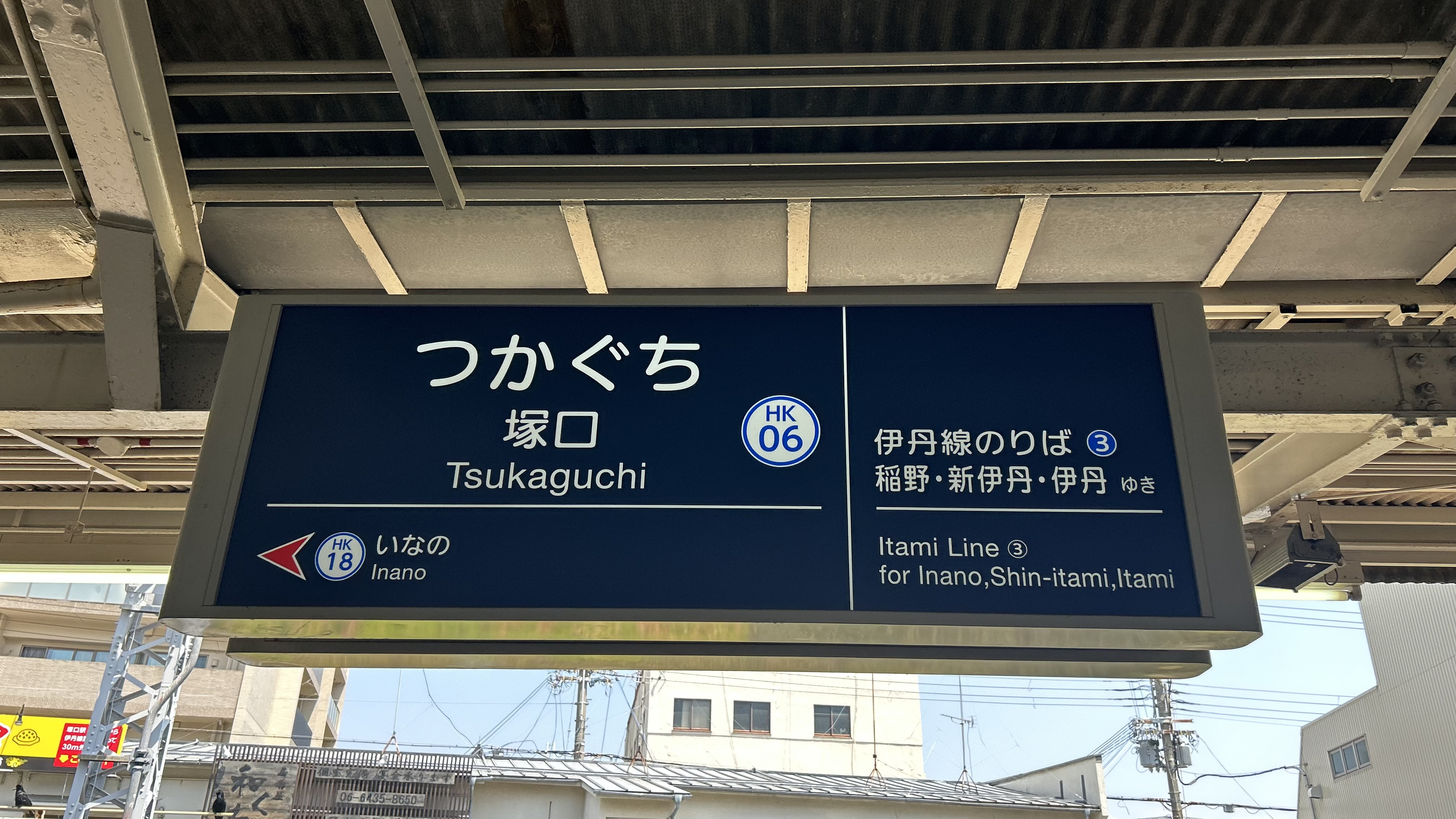
伊丹線駅名標
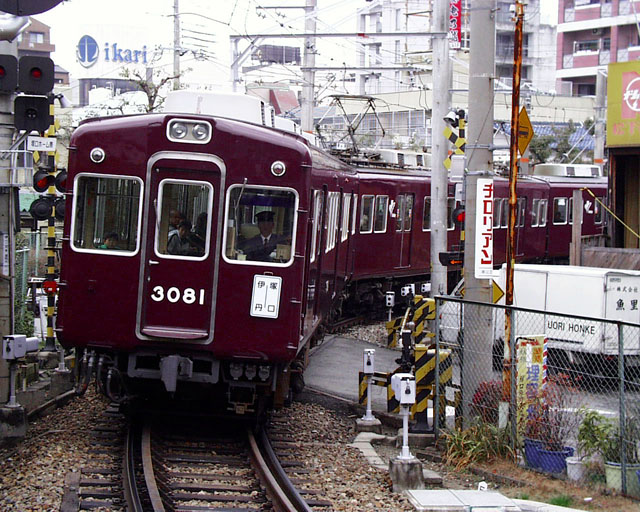
阪急塚口駅に進入する伊丹線の列車。速度制限15km/hの急カーブを通過している様子。

### 旧伊丹線ホーム
かつての伊丹線プラットフォームは、カーブの手前に当たる地点に南北方向のホームが現2・3号線ホームと直角になるように設けられていた。
旧ホームは2両編成がぎりぎり入る程度の長さで、3号線と4号線の2本存在し、4号線の東側には降車専用ホームが設けられていた。旧ホームは現2・3号線ホームに改良される際に埋められ、新3号線（神戸線と伊丹線をつなぐ旧連絡線）への通路となった。また旧3号線の北側にも当初降車専用ホームがあったが、早々に撤去されている。現在の3号線ホームの北側の空き地は緑化され、花が植えられている。

## ダイヤ
特急と快速を除く全ての列車が停車する。優等列車の大阪梅田行きはいずれも当駅を出ると、十三と終点の大阪梅田のみに停車する。
日中時間帯は神戸本線・伊丹線共に、普通が毎時6本（10分間隔）発着する。神戸本線では平日朝のラッシュ時には多数の列車が発着する一方、日中時間帯は普通と特急の2つの種別のみが運行されているため、優等列車が一切停車しない。阪急全線の支線と接続する駅で、日中時間帯に優等種別の列車が停車しないのは当駅のみである。

## 利用状況
2023年（令和5年）の通年平均乗降人員は42,557人である。阪急全線で武庫之荘駅に次いで第10位である。武庫之荘駅を上回っていた時代もある。

### 阪急電鉄HPより
各年次の乗降人員の推移は下表の通り。2015年までは平日限定、2016年以降は通年平均となっている。
| /        | 年次               | 乗車人員 | 降車人員 | 乗降人員 | 増減率 | 順位 | 出典        |
| -------- | ------------------ | -------- | -------- | -------- | ------ | ---- | ----------- |
| 平日限定 | 2007年（平成19年） | 28,547   | 27,972   | 56,519   |        | 9位  | [ 阪急 1 ]  |
| 平日限定 | 2008年（平成20年） | 28,511   | 27,995   | 56,506   | -0.0%  | 9位  | [ 阪急 2 ]  |
| 平日限定 | 2009年（平成21年） | 27,776   | 27,255   | 55,031   | -2.6%  | 9位  | [ 阪急 3 ]  |
| 平日限定 | 2010年（平成22年） | 27,439   | 26,929   | 54,368   | -1.2%  | 9位  | [ 阪急 4 ]  |
| 平日限定 | 2011年（平成23年） | 27,081   | 26,561   | 53,642   | -1.3%  | 9位  | [ 阪急 5 ]  |
| 平日限定 | 2012年（平成24年） | 26,679   | 26,178   | 52,857   | -1.5%  | 10位 | [ 阪急 6 ]  |
| 平日限定 | 2013年（平成25年） | 26,567   | 26,091   | 52,658   | -0.4%  | 10位 | [ 阪急 7 ]  |
| 平日限定 | 2014年（平成26年） | 26,618   | 26,132   | 52,750   | 0.2%   | 10位 | [ 阪急 8 ]  |
| 平日限定 | 2015年（平成27年） | 26,848   | 26,358   | 53,206   | 0.9%   | 11位 | [ 阪急 9 ]  |
| 通年平均 | 2016年（平成28年） | 23,726   | 23,305   | 47,031   |        | 12位 | [ 阪急 10 ] |
| 通年平均 | 2017年（平成29年） |          |          | 47,351   | 0.7%   | 12位 | [ 阪急 11 ] |
| 通年平均 | 2018年（平成30年） |          |          | 46,738   | -1.3%  | 12位 | [ 阪急 12 ] |
| 通年平均 | 2019年（令和元年） |          |          | 47,193   | 1.0%   | 12位 | [ 阪急 13 ] |
| 通年平均 | 2020年（令和02年） |          |          | 36,260   | -23.2% | 11位 | [ 阪急 14 ] |
| 通年平均 | 2021年（令和03年） |          |          | 36,466   | 0.6%   | 12位 | [ 阪急 15 ] |
| 通年平均 | 2022年（令和04年） |          |          | 39,355   | 7.9%   | 12位 | [ 阪急 16 ] |
| 通年平均 | 2023年（令和05年） |          |          | 42,557   | 8.1%   | 10位 |             |

### 尼崎市統計書より
「尼崎市統計書」に記載されているデータは、阪急電鉄HPと同様に年次別の利用状況だが、あちらとは数値が大幅に異なる。
市の統計書によると、近年の平均利用状況は下表の通り。
| 年次               | 乗車人員 | 降車人員 | 乗降人員 | 出典          |
| ------------------ | -------- | -------- | -------- | ------------- |
| 2006年（平成18年） | 30,424   | 30,148   | 60,572   | [ 尼崎市 1 ]  |
| 2007年（平成19年） | 30,822   | 30,343   | 61,165   | [ 尼崎市 1 ]  |
| 2008年（平成20年） | 30,786   | 30,312   | 61,098   | [ 尼崎市 1 ]  |
| 2009年（平成21年） | 30,051   | 29,535   | 59,586   | [ 尼崎市 1 ]  |
| 2010年（平成22年） | 29,653   | 29,153   | 58,806   | [ 尼崎市 1 ]  |
| 2011年（平成23年） | 29,258   | 28,914   | 58,172   | [ 尼崎市 2 ]  |
| 2012年（平成24年） | 29,121   | 28,590   | 57,711   | [ 尼崎市 3 ]  |
| 2013年（平成25年） | 29,855   | 28,145   | 58,000   | [ 尼崎市 4 ]  |
| 2014年（平成26年） | 29,642   | 28,792   | 58,434   | [ 尼崎市 5 ]  |
| 2015年（平成27年） | 30,224   | 29,378   | 59,602   | [ 尼崎市 6 ]  |
| 2016年（平成28年） | 29,777   | 28,822   | 58,599   | [ 尼崎市 7 ]  |
| 2017年（平成29年） | 29,823   | 28,885   | 58,708   | [ 尼崎市 8 ]  |
| 2018年（平成30年） | 29,668   | 28,797   | 58,465   | [ 尼崎市 9 ]  |
| 2019年（令和元年） | 29,985   | 28,976   | 58,961   | [ 尼崎市 10 ] |
| 2020年（令和02年） | 23,230   | 22,415   | 45,645   | [ 尼崎市 11 ] |
| 2021年（令和03年） | 23,528   | 22,613   | 46,141   | [ 尼崎市 12 ] |
| 2022年（令和04年） | 25,200   | 24,148   | 49,348   | [ 尼崎市 13 ] |

## 駅周辺
駅北側は小規模店舗の連なる商店街が広がる。駅南側は、1978年に再開発によりロータリーが整備された。バスやタクシーの待合所の機能を有する。
その東西には複合商業施設の塚口さんさんタウンが開業した。このうち西側のビルは2017年11月15日をもって営業を終了した。解体された後は高層マンションが建てられ、その低層階にはショッピングセンター「SOCOLA塚口クロス」がオープンした。
当駅の周辺（特に北口）には銀行などの金融機関が密集している（いずれも「塚口支店」）。
伊丹市境も比較的近いため、駅北口には伊丹市営バスも乗り入れている。
なお、西日本旅客鉄道（JR西日本）福知山線（JR宝塚線）の塚口駅とは直線距離で800メートルほど離れており、当駅の東方で神戸本線がJR線の真上を通過している。
- 園田学園大学
- 園田学園中学校・高等学校
- 兵庫県立尼崎北高等学校
- 兵庫県立尼崎青少年創造劇場（ピッコロシアター）
- 尼崎市立立花北生涯学習プラザ
- 近畿中央病院 - 伊丹市営バスで約10分「近畿中央病院前」バス停下車。
- 尼崎北警察署
- 尼崎市北消防署塚口出張所
- 尼崎北郵便局
  - ゆうちょ銀行尼崎店
- 尼崎塚口郵便局
- 尼崎南塚口郵便局
- JAバンク兵庫
- 尼崎信用金庫
- 池田泉州銀行（旧・池田銀行店舗）
- みずほ銀行
- 三井住友銀行
- 三菱UFJ銀行
- 三井住友信託銀行
- 但馬銀行
- いかりスーパー本社（第1号店の塚口店に併設）
- コープこうべ 塚口店

## バス路線

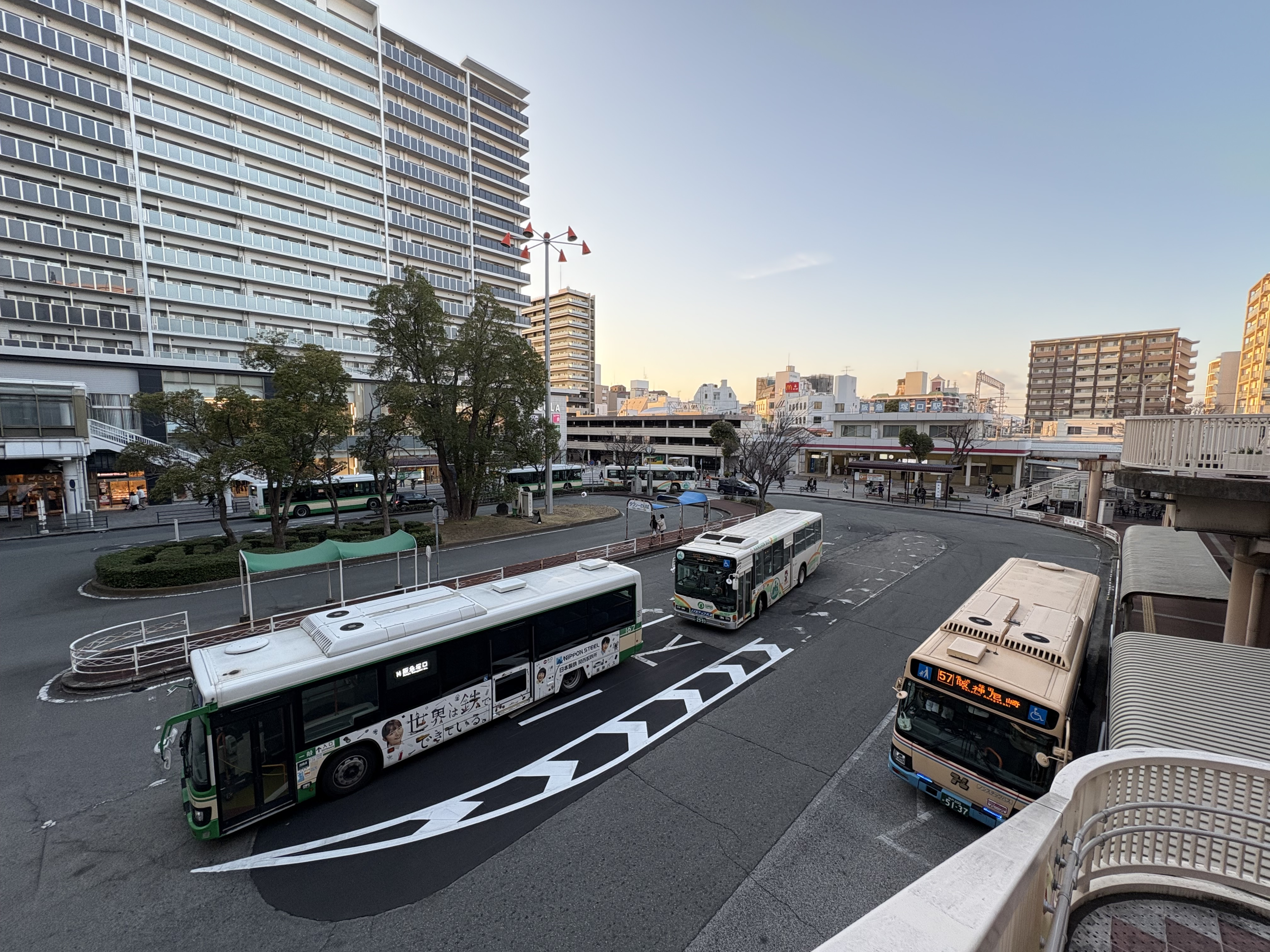
阪急塚口駅南口、ロータリー。各社局のバスが乗り入れる様子がわかる。

南口には阪神バス（尼崎市内線）と阪急バス、北口には伊丹市営バスが発着している。
乗降時のドアの位置や運賃の支払い方法が運行事業者により異なるため、利用の際は注意が必要（阪神バス尼崎市内線と伊丹市営バスは前乗り・後降りで運賃先払い、阪急バスは後乗り・前降りで運賃後払い）。

### 南口
停留所名は阪神・阪急ともに「阪急塚口」。
阪神バスは1 - 4番のりばに、阪急バスは4・5番のりばに発着する。のりばの番号は、両者共に当駅の改札口に近い方から順に振られている。また、3番のりばの手前に阪神用、4番のりばの手前に阪急用のおりばが設けられている。

#### 阪神バス
主にロータリーの西側から北側に発着。
一部の路線は尼崎交通事業振興（ATS社）との共同運行や委託運行。
3番のりばの手前のおりばには、ボートレース尼崎の開催日に運行されるファン送迎バス（シャトルバス）ののりばも併設されている。
| のりば | 系統・行先                               | 備考                                                                     | ATS社 |
| ------ | ---------------------------------------- | ------------------------------------------------------------------------ | ----- |
| 1      | 13番：阪神尼崎（北）                     | 尼崎総合医療センター経由                                                 | 共同  |
| 1      | 13-2番：武庫営業所                       | 平日のみ運行。総合医療センター正門前経由                                 | 共同  |
| 1      | AD2番：尼崎ドライブスクール前            |                                                                          | 共同  |
| 2      | 12番：阪神杭瀬/塚口営業所前/JR尼崎（北） | 平日最終便は塚口営業所前、土休日最終便はJR尼崎（北）止まり               |       |
| 2      | 21番：阪急園田                           |                                                                          | 委託  |
| 2      | 21-2番：戸ノ内                           | 平日のみ運行                                                             | 委託  |
| 3      | 14番：阪神出屋敷                         |                                                                          |       |
| 3      | 30番：武庫川/JR立花（上）/リサーチコア前 | JR立花（上）およびリサーチコア前止まりの区間便あり（前者は土休日夜のみ） | 委託  |
| 3      | 31番：阪神尼崎（北）                     | 日中のみ運行。市役所経由                                                 | 委託  |
| 4      | 58番：JR尼崎（北）                       | 平日のみ運行。尾浜経由                                                   |       |

#### 阪急バス
ロータリーの東側に発着。いずれの路線も伊丹営業所が管轄する。
かつては加島駅前や梅田へ向かう加島線（旧豊中営業所、現在の大阪営業所が管轄）も5番のりばに乗り入れていた。
| のりば | 路線名 | 系統・行先               | 備考                             |
| ------ | ------ | ------------------------ | -------------------------------- |
| 4      | 尼崎線 | 57系統・59系統：阪神尼崎 | 尾浜経由                         |
| 5      | 尼崎線 | 59系統：伊丹営業所前     | 平日最終便は深夜バス（運賃倍額） |

### 北口
伊丹市営バスが発着する。停留所名は「塚口」。
改札口から約100メートル離れた三菱UFJ銀行前と池田泉州銀行前にのりばが計2ヶ所、おりばが1ヶ所ある。ロータリーはなく、のりば・おりば共に一方通行の道路上に面するため、バスは周辺の道路を通ってそのまま折り返す。のりばの番号は改札口から遠い方から順に振られている。
かつては旧尼崎市営バス（現在の阪神バス尼崎市内線）も使用していたが、乗り入れていた路線（JR猪名寺駅方面）の廃止により乗り入れを終了した。
| のりば | 系統・行先           | 備考                                  |
| ------ | -------------------- | ------------------------------------- |
| 1      | 33：JR伊丹           | 土休日2本のみ運行。近畿中央病院前経由 |
| 1      | 34：阪急伊丹         | 日中のみ運行                          |
| 1      | 35：昆陽里           | ほぼ朝夕のみの運行                    |
| 1      | 41：山田             | 近畿中央病院前経由                    |
| 1      | 43：山田             | 佐々原経由                            |
| 1      | 61：三師団・交通局前 | 近畿中央病院前経由                    |
| 1      | 62：三師団・交通局前 | 佐々原経由、本数わずか                |
| 2      | 37：JR伊丹           | 堀池口・阪急伊丹経由                  |
| 2      | 40：三師団・交通局前 | 堀池口・伊丹市役所前経由              |

## 隣の駅
阪急電鉄
■神戸本線
■特急・■快速
通過
■通勤特急・■準特急・■急行
十三駅 (HK-03) - 塚口駅 (HK-06) - 西宮北口駅 (HK-08)
■準急（大阪梅田行きのみ運転）
十三駅 (HK-03) ← 塚口駅 (HK-06) ← 門戸厄神駅（今津線）(HK-23)
■普通
園田駅 (HK-05) - 塚口駅 (HK-06) - 武庫之荘駅 (HK-07)
■伊丹線（全列車が各駅に停車）
塚口駅 (HK-06) - 稲野駅 (HK-18)
- このほか、阪神競馬の開催日には今津線の仁川駅発大阪梅田行きの臨時急行が運行されることがある。臨時急行は仁川駅から当駅までノンストップ、大阪梅田側は通常の急行と同じ駅に停車。

### 記事本文